# 33434 Scottmanley
33434 Scottmanley este o planetă minoră (asteroid), cu un diametru de 4,602 km, din centura de asteroizi. A fost descoperită pe 17 martie 1999 la centre de recherches en géodynamique et astrométrie⁠(d) de OCA-DLR Asteroid Survey⁠(d) și a fost numită după Scott Manley⁠(d). 
Obiectul prezintă o orbită caracterizată de o semiaxă mare de 2,9321014 UAi, o excentricitate de 0,06, o înclinație de 1,303 ° în raport cu ecliptica.